# Фідель Ескобар
Фідель Ескобар (ісп. Fidel Escobar, нар. 9 січня 1995, Панама) — панамський футболіст, захисник клубу «Депортіво Сапрісса».
Виступав, зокрема, за клуб «Сан-Франциско», а також національну збірну Панами.

## Клубна кар'єра
У дорослому футболі дебютував 2012 року виступами за команду клубу «Сан-Франциско», в якій провів один сезон, взявши участь у 16 матчах чемпіонату.
До складу клубу «Спортінг» (Сан-Мігеліто) приєднався 2014 року. Відтоді встиг відіграти за панамську команду 65 матчів в національному чемпіонаті. Надалі на правх оренди виступав за португальський Спортінг Б (Лісабон), «Нью-Йорк Ред Буллз», «Коррекамінос» та іспанську команду «Кордова».
28 липня 2020 року Ескобар перейшов до клубу «Алькоркон». Частину сезону 2022 року на правах оренди відіграв за команду «Культураль Леонеса».
З 2022 року Фідель захищає кольори клубу «Депортіво Сапрісса».

## Виступи за збірні
2015 року залучався до складу молодіжної збірної Панами. На молодіжному рівні зіграв у 3 офіційних матчах, забив 2 голи.
2015 року дебютував в офіційних матчах у складі національної збірної Панами. Наразі провів у формі головної команди країни 91 матч.
У складі збірної був учасником Кубка Америки 2016 року в США.